# Fondaco Cuba

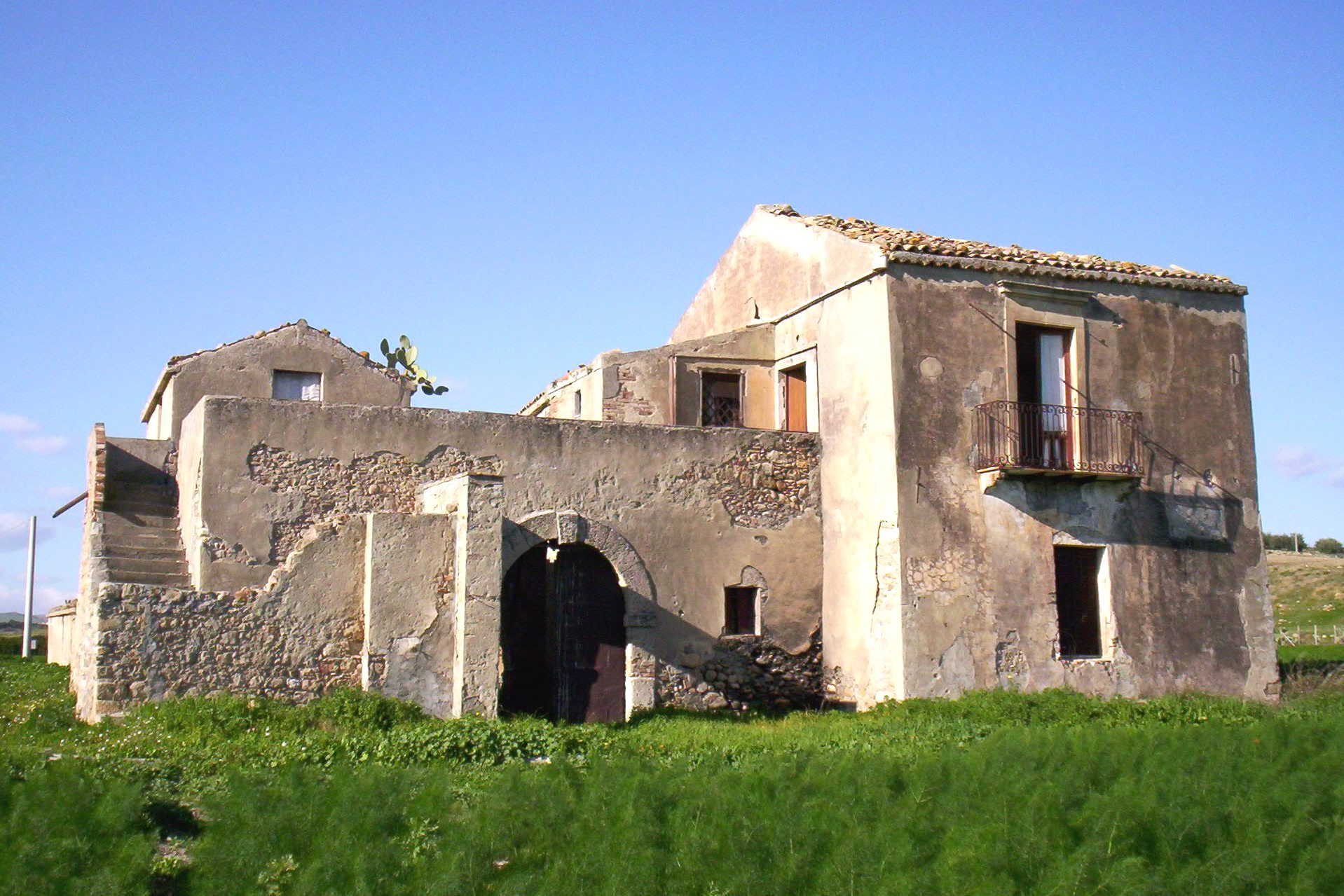
Prospetto principale

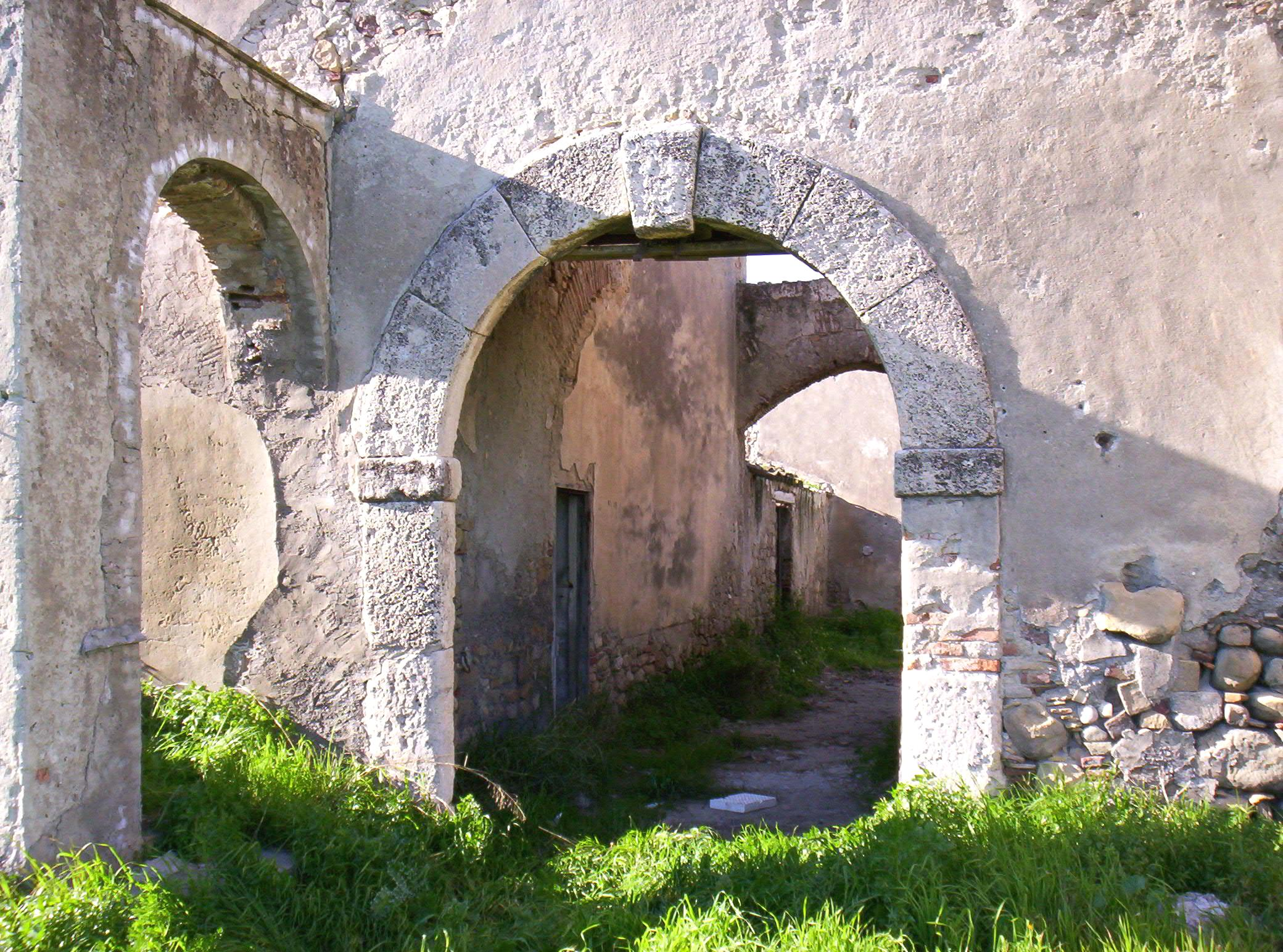
Ingresso principale

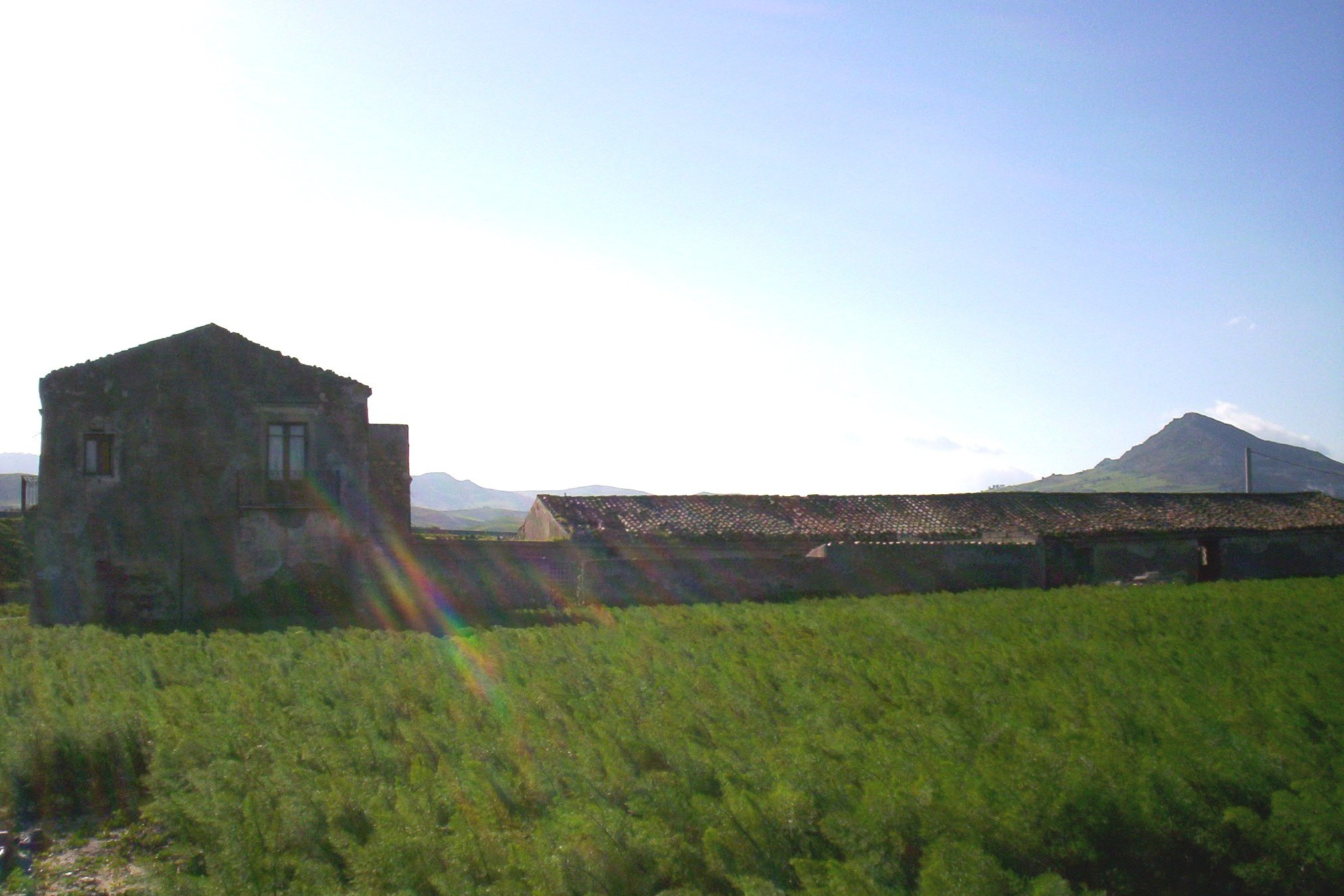
L'intera struttura vista dalla règia trazzera

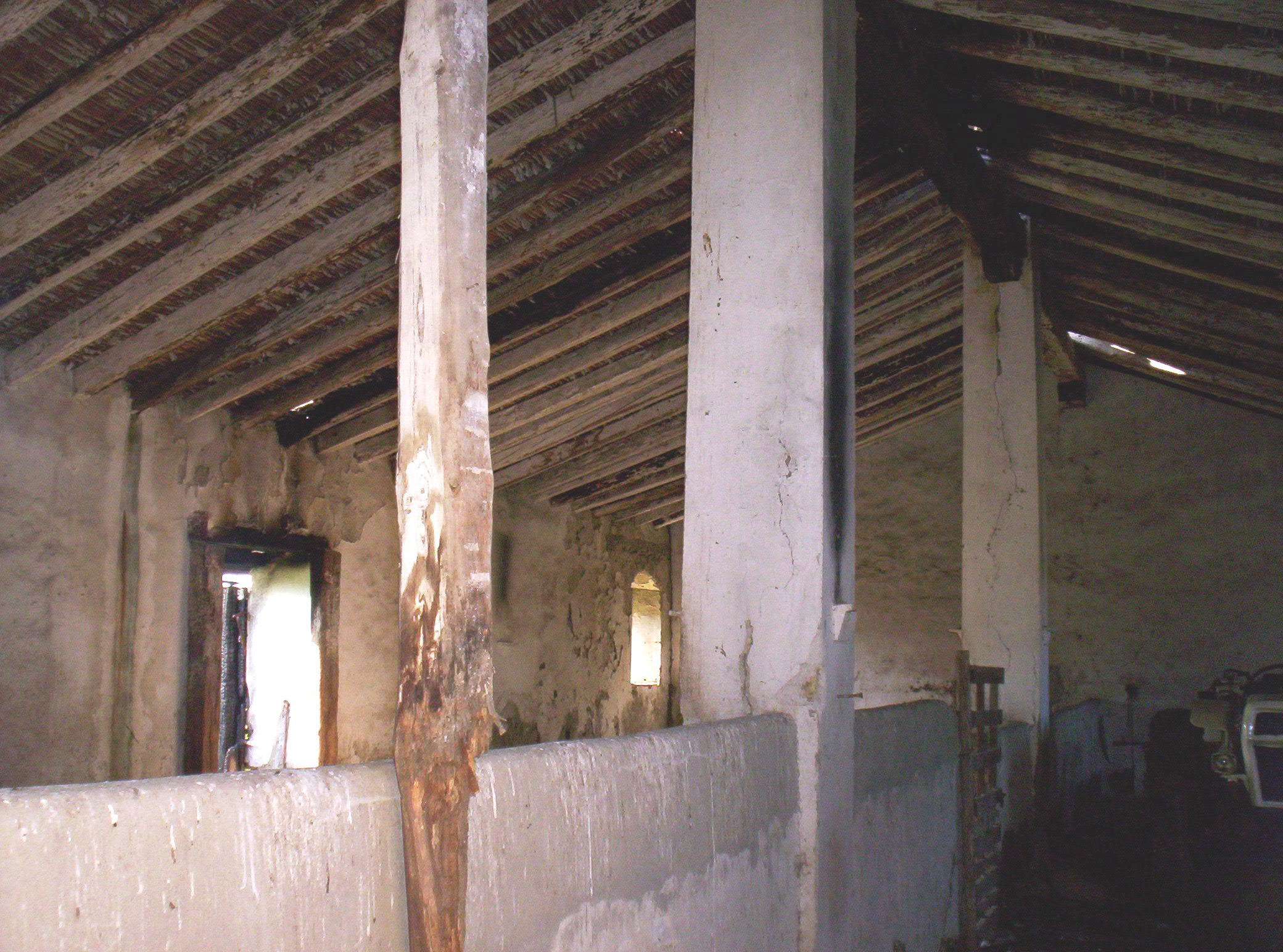
Interno dell'edificio, la posta per i cavalli

Il Fondaco Cuba, dichiarato edificio di valore storico dalla Soprintendenza ai beni culturali ed ambientali di Enna nel 1985, per la sua storia è più antico della fondazione del centro abitato di Catenanuova, in provincia di Enna.

## Storia
La costruzione odierna di questo edificio, probabilmente risale a dopo il terribile terremoto del 1693, quindi agli inizi Settecento, su di una preesistenza arabo-normanna, forse anche di epoca bizantina. Si trova a metà strada tra Catania ed Enna (visibile anche sull'A19 in direzione Palermo), sull'antica règia trazzera che metteva in comunicazione i centri dell'entroterra con quelli della parte orientale della Sicilia. L'edificio ricadeva nel Feudo di Cuba, le cui prime tracce risalgono al 1408, feudo di proprietà di Giovanni Esquifanio; nel 1453 del feudo era proprietaria Novella Schifano, poi nel 1517 Francesco Paternò, dal 1633 al 1919 i Principi di Biscari nobile famiglia catanese, che dopo il terremoto del 1693 lo fecero restaurare, ed infine nel 1935 subentrò proprietario il Comm. Prospero Mammana uno dei fondatori della Pia Opera di Centuripe, il quale trovatolo cadente per vetustà lo fece restaurare.
Il complesso monumentale, che oggi ricade nel territorio di Centuripe, dista un chilometro da Catenanuova e si trova in Contrada Cuba. Esso aveva la funzione di dare riparo ai cavalli utilizzati per il cambio, che trainavano la diligenza dei viaggiatori da Palermo a Catania e viceversa; era in altri termini soprattutto una statio, come tante ce n'erano lungo tale strada nell'età romana, cioè una costruzione che serviva da alloggio ai viandanti: da qui il significando appunto di locanda.
In questa locanda vi pernottò nell'ottobre del 1713 il re di Sicilia Vittorio Amedeo II di Savoia con la regina Anna Maria d'Orleans e la sua corte; e la notte del 30 aprile 1787 il grande poeta tedesco Johann Wolfgang von Goethe, tanto che nel suo libro "Viaggio in Italia" fra le tante cose, scrisse: "In cammino; 30 aprile 1787 Molimenti (volgarizzazione di Catenanuova) recente borgatella, egregiamente situata nel centro di belle campagne, sulla riva del torrente San Paolo. Non lontano, campi d'un frumento incomparabile, che si falcia già il 20 maggio. Tutta la regione non mostra ancora traccia di vulcanismo; il torrente stesso non porta alcun detrito di questo genere. Il terreno è di buona mistura, piuttosto compatto, e nel complesso d'un colore bruno che dà sul violetto. Tutti i monti a sinistra, che racchiudono il torrente, sono calcare e sabbia. Non ho potuto osservarne la transizione; certo è che grazie alla decomposizione, contribuiscono alla grande e sempre fertilità della vallata inferiore."

## L'edificio
Il Fondaco è costituito da un insieme di corpi di fabbrica disposti lungo un asse longitudinale. La costruzione centrale, a due elevazioni, è destinata a locanda vera e propria; essa rappresenta il prospetto principale e costituisce il nucleo più antico del complesso. Gli altri corpi sono destinati a servizi vari e sono il risultato di modifiche che nel tempo hanno determinato una trasformazione non solo formale, ma anche funzionale. Così è cambiata la destinazione d'uso originaria, cioè l'edificio da fondaco nel tempo si è trasformato in una tipica masseria siciliana.

## Oggi
Oggi il Fondaco versa in uno stato di completo abbandono. Il degrado interessa ogni parte dell'edificio; molte murature, diversi solai ed alcune volte del complesso presentano un allarmante stato di dissesto. È vero che il quadro fessurativo e lo stato di degrado delle varie strutture portanti non evidenziano una crisi totale dell'edificio, ma sicuramente essi sollecitano un'attenzione particolare per quelle situazioni di dissesto cui occorre porre rimedio. Da qui si evince pertanto la necessità non solo di fermare il progressivo deterioramento delle strutture, ma anche di recuperare il complesso monumentale, di eseguire interventi per il miglioramento strutturale, di conservarlo e proteggerlo, di riusarlo, di valorizzarlo e di restituirlo infine alla comunità; tant'è che si pensa di far nascere nello stesso un "parco culturale per i viaggiatori".